# نعمة الخاقاني
نعمة الخاقاني (1329 - 1408 هـ / 1911 - 1987 م) هو عالم وأديب شاعر، من أهل إيران.
هو عبد المنعم بن عبد المحسن الخاقاني. ولد في مدينة عبادان ، وتوفي في مدينة قم. من آثاره: ديوان شعر مخطوط لدى أسرته في مدينة المحمرة.